# Epipagis elongalis
Epipagis elongalis là một loài bướm đêm trong họ Crambidae.